# Paul Kahl (Philologe)
Paul Kahl (* 1975) ist ein deutscher Germanist, Historiker und Literaturhistoriker.
Er studierte an der Universität Göttingen am Seminar für Deutsche Philologie. Kahl promovierte 2005 über das Bundesbuch des Göttinger Hains in Göttingen. Kahl publiziert insbesondere über das Museumswesen Weimars. So verfasste Kahl die erste Geschichte über das Goethe-Nationalmuseum (Weimar). Er arbeitet als freier Bildungsreferent u. a. für die Klassikstiftung Weimar und für das Freie Deutsche Hochstift in Frankfurt/M. und ist Lehrbeauftragter an der Göttinger Universität. Er hatte mehrfache Gastdozenturen an italienischen Universitäten.

## Schriften (Auswahl)
- Das Bundesbuch des Göttinger Hains.: Edition – Historische Untersuchung – Kommentar (= Exempla critica. 2), Verlag Walter De Gruyter, Berlin/Boston 2006 (zugleich Dissertation Göttingen 2005).
- Die Erfindung des Dichterhauses. Das Goethe-Nationalmuseum in Weimar – Eine Kulturgeschichte, Wallstein Verlag, Göttingen 2015, ISBN 978-3-8353-1635-5.
- Das Goethe-Nationalmuseum in Weimar.
  - Band 1: Das Goethehaus im 19. Jahrhundert. Dokumente, Wallstein Verlag, Göttingen 2015, ISBN 978-3-8353-1636-2.
  - Band 2: Goethehaus und Goethe-Museum im 20. Jahrhundert. Dokumente Wallstein Verlag, Göttingen 2019, ISBN 978-3-8353-1637-9.
- Die Weimarer Museen. Ein erinnerungskulturelles Handbuch, Sandstein, Dresden 2022, ISBN 978-3-95498-635-4, S. 45–54.